# Le Carnet d'or
Le Carnet d'or (titre original en anglais : The Golden Notebook) est un roman britannique de Doris Lessing paru en 1962 et publié en français en 1976 aux éditions Albin Michel. Ce roman a reçu la même année le prix Médicis étranger. 
Comme les deux livres qui ont suivi, il entre dans le domaine de ce que Margaret Drabble, dans The Oxford Companion to English Literature, a appelé la "fiction de l'espace intérieur" de Lessing, son œuvre qui explore l'effondrement mental et sociétal. Le roman contient des messages anti-guerre et anti-staliniens, une analyse approfondie du communisme et du parti communiste en Angleterre des années 1930 aux années 1950, et un examen de la révolution sexuelle naissante et des mouvements de libération des femmes.
En 2005, le magazine TIME a classé The Golden Notebook parmi les 100 meilleurs romans de langue anglaise depuis 1923. Il a été traduit dans plusieurs autres langues, notamment en français, en polonais, en italien, en suédois, en hongrois et en hébreu.

## Résumé
Le carnet d'or est l'histoire de Anna Wulf, femme romancière qui éprouve le syndrome de la page blanche et a la sensation, le sentiment, que sa propre vie la fuit. Sentant qu'elle risque de basculer dans la folie (tout comme Virginia Woolf, écrivaine réelle à laquelle l'héroïne fait directement allusion), elle décide de noter ses sentiments et ses expériences dans quatre carnets de couleur (jaune, bleu, rouge et noir). Naviguant entre espace intime, espace social et espace géopolitique, cette écriture fragmentée d'elle-même lui permettra de retrouver l'énergie de l'écriture qui se révèle au sein d'un cinquième carnet couleur or, le fameux « Carnet d'or », qui donne son titre à l'œuvre.
Le livre entrelace des segments d'un récit ostensiblement réaliste de la vie d'Anna et de son amie Molly Jacobs, ainsi que de leurs enfants, de leurs ex-maris et de leurs amants, intitulé Free Women (Femmes libres), avec des extraits des quatre carnets d'Anna, colorés en noir (l'expérience d'Anna en Rhodésie du Sud, avant et pendant la Seconde Guerre mondiale, qui a inspiré son propre roman à succès), rouge (son expérience en tant que membre du parti communiste), jaune (un roman en cours d'écriture basé sur la fin douloureuse de la propre histoire d'amour d'Anna) et bleu (le journal personnel d'Anna où elle consigne ses souvenirs, ses rêves et sa vie émotionnelle). Chaque cahier est repris quatre fois, entrecoupé d'épisodes de Femmes libres, créant ainsi des sections non chronologiques, qui se chevauchent et interagissent les unes avec les autres. Ce style post-moderne, avec son espace de " jeu " engageant les personnages et les lecteurs, est parmi les caractéristiques les plus célèbres du livre, bien que Lessing ait insisté pour que les lecteurs et les critiques prêtent attention aux thèmes sérieux du roman.

## Thèmes abordés
Lessing, dans sa préface, a affirmé que le thème le plus important du roman est la fragmentation ; l'effondrement mental dont souffre Anna, peut-être à cause du cloisonnement de sa vie reflété dans la division des quatre cahiers, mais aussi à cause de la fragmentation de la société. La relation d'Anna et sa tentative de tout rassembler dans le carnet d'or à la fin du roman sont à la fois l'étape finale de son intolérable dépression mentale et sa tentative de surmonter la fragmentation et la folie.

## Accueil critique
Le roman a reçu l'année de sa parution le prix Médicis étranger et est considéré comme l'un de ses plus grands romans, si ce n'est sa « grande œuvre ». À ce titre, il a été inclus par le magazine Time dans sa liste des cent meilleurs romans de langue anglaise publiés entre 1923 – année de parution du magazine – et 2005 – date d'établissement du classement.
Le livre est classé parmi « les 25 livres féministes qu'il faut avoir lu » par le quotidien suisse Le Temps.

## Éditions
- Le Carnet d'or, éditions Albin Michel, 1976  (ISBN 978-2070298327).